# Veronica Roth
Veronica Roth (n. 19 august 1988, New York City, New York, SUA) este o scriitoare americană. 

## Biografie
Veronica Roth a crescut în suburbiile din Chicago din Barrington. Ea a studiat la Universitatea Northwestern Scriere Creativă și a terminat studiile in 2010. La vârsta de douăzeci de ani, a început să lucreze la primul ei roman, pe care l-a scris mai întâi din punctul de vedere al personajului Tobias, după care l-a pus deoparte pentru revizuirea ulterioară. În 2011 romanul a apărut sub titlul Divergent. El a fost pe New York Times bestseller List timp de o săptămână. În același an, a apărut a doua parte a seriei, The Determination - Deadly Truth (Insurgent) . 2013 Roth a completat trilogia cu Allegiant.

## Opere
- The Divergent trilogy:
  - Divergent (2011)
  - Insurgent (2012)
  - Allegiant (2013)
- Divergent related publications:
  - The World of Divergent: The Path to Allegiant (2013)
  - Four: A Divergent Collection (2014), serves as prequel to the trilogy
  - We Can be Mended (2017)[10]
- The Shards and Ashes anthology:
  - Hearken (2013), a short story[11]
  - Ark e-book part of Amazon's Forward kindle collection (2019)
- The Carve the Mark duology
  - Carve the Mark (2017)
  - The Fates Divide (2018)[12]
- The End and Other Beginnings (October 1, 2019) (collection)
- The Chosen Ones (April 6, 2020)

## Legături externe
- Site-ul oficial al Veronica Roth Arhivat în 24 septembrie 2019, la Wayback Machine. cu blog (în engleză)
- de Veronica Roth în Catalogul Bibliotecii Naționale a Germaniei (Informații despre Veronica Roth • PICA • Căutare pe site-ul Apper)